# Les Voies du cœur : non-violence et dialogue entre les religions
Les Voies du cœur : non-violence et dialogue entre les religions est un livre de Tenzin Gyatso, le 14e Dalaï Lama et de Eugen Drewermann publié en 1992.

## Résumé
Dans ce livre, le dalaï-lama et Eugen Drewermann explorent la complémentarité  entre bouddhisme et christianisme. Le dalaï-lama met l’accent sur le dialogue interreligieux, voyant dans leurs différences une utilité pour les différentes attentes humaines, dans une attitude spirituelle de tolérance et de bienveillance active, dans l’intérêt commun de l'humanité. Ainsi, il déclare : « Si l'une [des formes de la foi] est plus signifiante et plus efficace que l'autre, chacun devrait avoir la possibilité de vivre la foi qui est la meilleure pour lui. Il est donc clair qu'il est avantageux et même nécessaire d'avoir diverses religions. Il est d'ailleurs impossible d'aider tous les malades avec la même médication... ». De même, la non-violence a une fonctionnalité similaire, devant aller jusqu'au désarmement concerté. Eugen Drewermann explique comment à l’époque du réarmement de l'Allemagne, à l'âge de seize ans, il se tourne vers le bouddhisme et s’intéresse à la non-violence et au dialogue interreligieux à l'intérieur du christianisme. 